# Brigitte Terziev
Brigitte Terziev (nacida en 1943) es una escultora francesa.
Ella es hija de Jean Terzieff, escultor rumano emigrado a Francia, es hermana del comediante Laurent Terzieff y de la realizadora Catherine Terzieff.